# Kőszegi Imre (író)
Kőszegi Imre (Kőszeg, 1903. február 4. – Budapest, 1995. április 23.) magyar író, műfordító, újságíró. Elsősorban ifjúsági regények szerzőjeként vált a maga korában ismertté, de műfordítóként is sokat foglalkoztatták.

## Élete
Kőszegi Imre, tizennyolc évesen, a húszas évei elején  kezdte a lapcsinálást Szombathelyen, és két évvel később már a fővárosban írt rendszeresen a nagyobb lapoknak, előbb Az Estnél, majd a Magyar Nemzetnél dolgozott. Közben népszerű regényeket is fordított angolból és németből.
1945 után a Szabad Szónál és a Világnál helyezkedik el, majd sorban regényei jelentek meg, szinte kizárólag a történelmi regény műfajban. A Rákosi-korszak őt is elhallgattatta, csak más neve alatt fordíthatott. Aztán 1954-től jelenhetett meg ismét, akkor már főleg ifjúsági regényeket írt a Móra Kiadónál és tovább fordított, egészen 1995-ös haláláig. Halála előtt, idős emberként (91) még megérhette, hogy hetvenéves írói munkásságát József Attila-díjjal ismerjék el.

## Munkássága

### Művei
- Budavár ostroma (1945)
- Gábor Áron (regény, 1945)
- Kisvárosi korzó (regény, 1948)
- Szabadság, szerelem (kisregény, 1954)
- Kempelen Farkas (regény [Pap Jánossal], 1955)
- A diákszázad becsülete (regény, 1956)
- A pesti lány (ifjúsági regény, 1958)
- Szívet cserélni (ifjúsági regény, 1959)
- A budai négylevelű (regény, 1961)
- Ágyúdörgés Budaörsnél (regény, 1967)
- Gitár és puska (regény, 1968)
- A lázadó trónörökös (ifjúsági regény, 1969)
- Összkomfortos Robinson - Egy balsors üldözte feltaláló fantasztikus története (regény, Delfin könyvek, 1970)
- A láp titka (kisregény, 1971)
- Tollas Konty (ifjúsági regény, 1971)
- A kincstaláló (regény, 1973)
- Farkasűzők (történelmi regény, 1976)
- Buda pápát átkoz (történelmi regény, 1977)
- Isteni Beatrice (történelmi regény, 1979)
- A jezsuiták végnapjai (regény, 1982)
- Szerelmetes Orsikám (regény, 1984)
- A fellegvári Vénusz (regény, Budapest-Pozsony, 1987)

### Műfordításai
- Schrenzel: Abesszínia, Afrika kánaánja (1935)
- J. Latimer: Gyilkosság a tébolydában (regény, 1936)
- G. de Pourtalés: Csodálatos halászat (regény, 1938)
- Stefan Zweig: Nyugtalan szív (1940)
- Vicki Baum: Hotel Berlin (regény, 1946)
- R. Wright: Feketék és fehérek (regény, 1947)
- A. J. Cronin: Az élet elébe (regény, 1948)
- K. Roberts: Marvin kapitány (regény, 1949)
- E. Linklater: Fő az elszántság (regény, 1958)
- L. Green: Ahol megáll az idő (útleírás, 1964)
- F. Rudolph: Csúcsok, istenek nélkül (útleírás, 1964)
- K. S. Steuben: Tutajjal a fáraók aranybányáihoz (útleírás, 1966)
- J. H. Griffin: Néger voltam Amerikában (napló, 1966)
- W. Thesiger: Mocsári arabok (útleírás, 1967)
- B. Toy: Sába nyomában (útleírás, 1967)
- R. E. Byrd: Egyedül (útinapló, 1968)
- David Attenborough: Madagaszkár állatparadicsoma (útleírás, 1969)
- R. Klass: Afganisztán - fátyol nélkül (útleírás, 1969)
- G. Young: Thaiföldi vadászkalandok (1970)
- J. Scarr: Nők hatezres csúcsokon (1972)
- Alma Mahler-Werfel: Férjeim, szerelmeim (1991)
- Stefan Zweig: Nyugtalan szív (regény, 1994)

## Elismerései
- A Munka Érdemrend ezüst fokozata, 1973
- IBBY-díj, 1984
- A Művészeti Alap Irodalmi Díja, 1986
- József Attila-díj, 1994